# Bezirksamt Ladenburg
Das Bezirksamt Ladenburg war von 1803 bis 1864 ein Amt in Baden mit Sitz in Ladenburg.
Nach der Auflösung der Kurpfalz 1802/03 fiel die Stadt Ladenburg an Baden. An die Stelle des kurpfälzischen Oberamts Ladenburg trat bei der Neuordnung der Verwaltungsgliederung Badens durch das General-Ausschreiben über die Eintheilung des Großherzogthums Baden in Bezirke vom 7. Juli 1807 das Amt Ladenburg, allerdings mit einem geographisch völlig veränderten Zuschnitt. Ab 1809 lautete die Bezeichnung Bezirksamt Ladenburg.
Zum Amt gehörten neben der Stadt Ladenburg die Orte:
- Feudenheim
- Heddesheim mit Muckensturm, dem Neuhölzerhof und Straßenheim
- Ilvesheim
- Käfertal
- Neckarhausen
- Sandhofen mit Kirschgartshausen, Sandtorf und Scharhof
- Schriesheim (seit 1813)
- Wallstadt

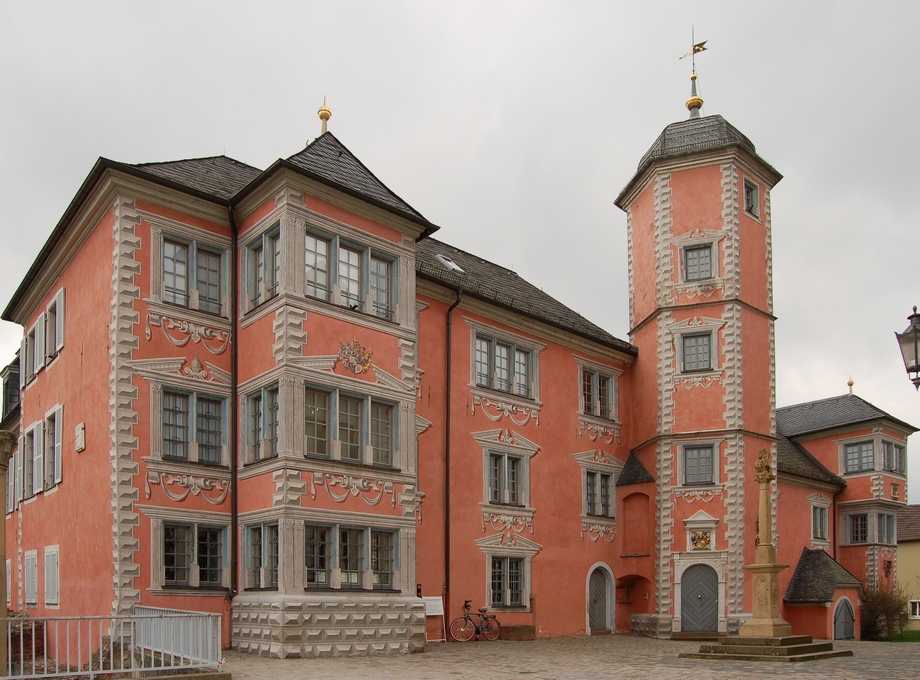
Bischofshof

Die Zuschnitte und Zuständigkeiten der badischen Ämter und der übergeordneten Mittelinstanzen wurden mehrfach reformiert. Das Bezirksamt Ladenburg gehörte zunächst zur Landvogtei Strahlenberg, ab 1809 zum Neckarkreis und ab 1832 zum Unterrheinkreis. Das Bezirksamt, das seinen Sitz im ehemaligen Bischofshof in Ladenburg hatte, war Aufsichtsbehörde über die Gemeinden und die erste Instanz in Zivil- und Strafgerichtssachen. Nach der Trennung von Verwaltung und Justiz wurde 1857 das Amtsgericht Ladenburg gegründet. 1863 wurde das Amt Ladenburg mit Wirkung zum 1. Oktober 1864 aufgelöst. Die Gemeinde Heddesheim wurde dem Bezirksamt Weinheim zugeordnet, alle anderen Orte einschließlich der Stadt Ladenburg kamen zum Bezirksamt Mannheim. Das Amtsgericht Ladenburg bestand noch bis 1872 und wurde dann auch aufgelöst.
Amtmänner waren:
| - 1803–1814 Georg Caspar Schneck - 1804–1817 Franz Anton Nestler - 1817–1819 Mathias Müller - 1819–1826 Karl August Rüttinger - 1826–1834 Philipp Pfeiffer - 1834–1836 Alban Alois Leiblein | - 1836–1836 Karl Junghanns - 1837–1840 Karl Kuenzer - 1841–1849 Ludwig Frobenius von Dürrheimb - 1849–1858 Fidel Kuen - 1858–1864 Anton Schneider |